# Infanta Constanza de Aragón
Constanza de Aragón (ca. 1205? - Avingaña de Serós, ca 1252) fue una infanta de Aragón, hija ilegítima de Pedro II el Católico. Viuda del Gran Senescal Guillermo Ramón II de Moncada, se retiró y fundó en Avingaña la primera comunidad monástica de monjas Trinitarias contemplativas, rama femenina de la Orden de la Santísima Trinidad y de los Cautivos.

## Biografía
Se sabe poco de sus orígenes. Hija ilegítima del rey Pedro el Católico, éste le concedió el título de baronesa de Aitona. En 1212, en Tauste, fue prometida en matrimonio a Guillermo Ramón II de Moncada, gran senescal de Barcelona, con quien se casó en 1222, aportando como dotes las baronías de Aitona, Seros, Mequinenza y Albalate de Cinca.
Del matrimonio nacieron:
- Pedro I de Moncada y de Aragón, barón de Aitona.
- Ramón de Moncada y de Aragón, señor del Albalate de Cinca.
- Guillermo de Moncada y de Aragón, obispo de Lérida.

Guillermo Ramón murió en 1228. El 3 de abril de 1236, Jaime I de Aragón, dio a la infanta viuda, hermanastra suya, el monasterio de Nuestra Señora de los Ángeles de Avingaña que los trinitarios tenían en Serós, primera fundación de la orden en la península ibérica y que tenía problemas económicos, por transformarlo en un monasterio femenino. La donación incluía los bienes y rentas del convento, incluidas las de Fraga. En el monasterio continuaron viviendo algunos frailes trinitarios para el servicio litúrgico y de otros tipos. A cambio, la infanta pagó las deudas del convento.
Sin embargo, no se instaló inmediatamente, los frailes vivieron hasta 1250 y Constanza fue allá solo en 1251, con otras doce monjas, y fue la primera priora de la casa, a la que le dio la regla de la Orden de la Trinidad, atenuando su rigor original; naciendo así la rama femenina de la Trinitaria Contemplativa. Murió poco después, antes de diciembre de 1252, cuando ya consta como difunta y fue enterrada en la iglesia del monasterio, que se convirtió en panteón de la familia Moncada.